# Vlastimir
Vlastimir je moško osebno ime.

## Izvor imena
Ime Vlastimir je različica ženskega osebnega imena Vlasta.

## Pogostost imena
Po podatkih Statističnega urada Republike Slovenije je bilo na dan 31. decembra 2007 v Sloveniji število moških oseb z imenom Vlastimir: 44.

## Osebni praznik
Osebe z imenom Vlastimir lahki godujejo takrat kot Vlaste.